# 시계공

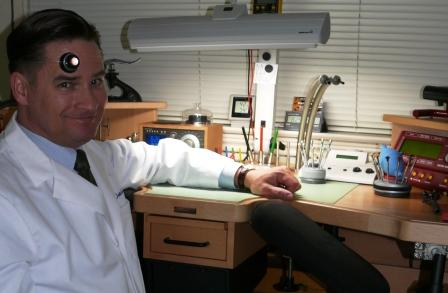
작업장에서 일하는 현대 시계 제작자. 시계의 작은 부분을 더 쉽게 보기 위해 돋보기를 착용한다.

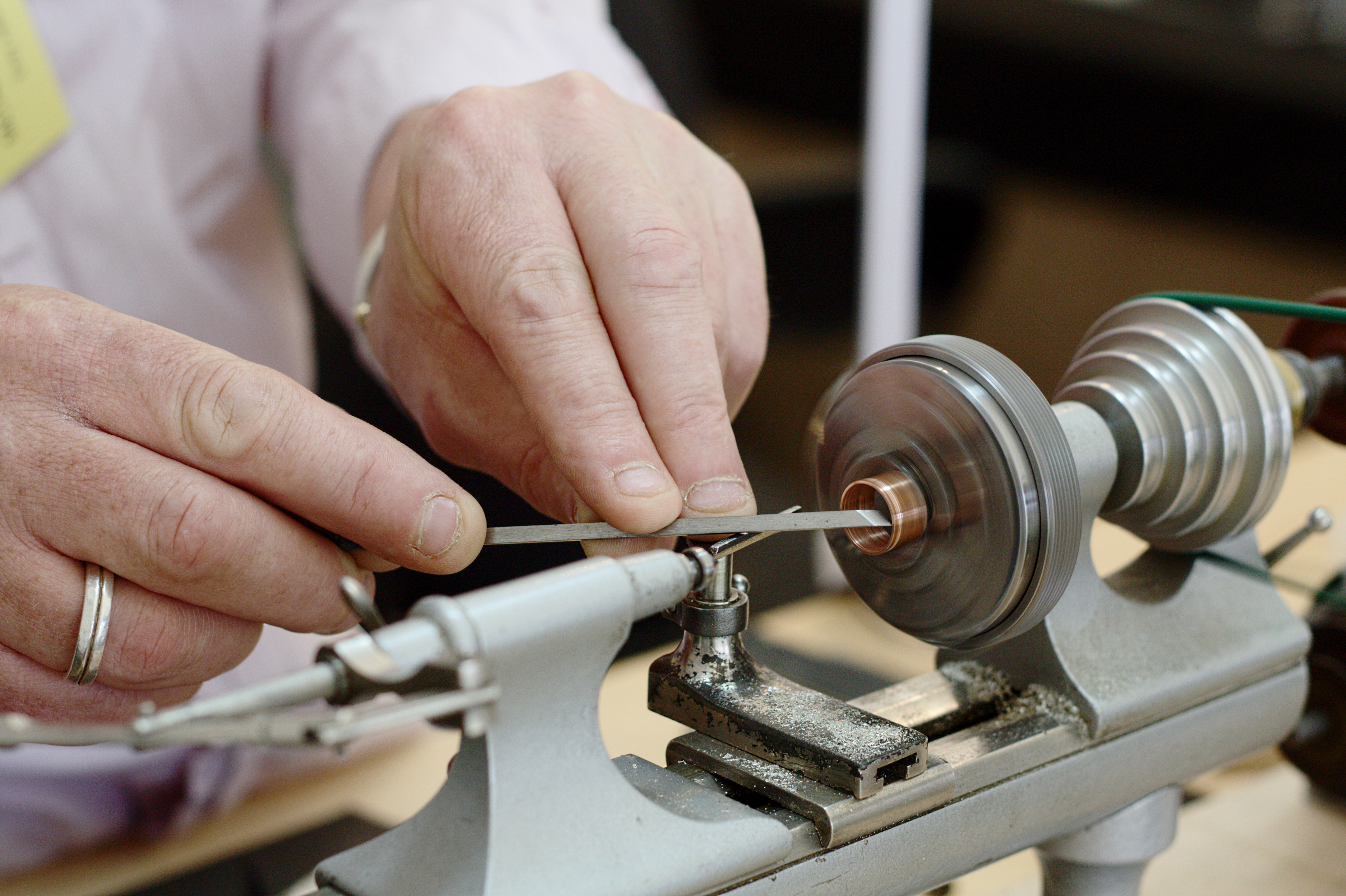
구리로 장식용 시계 부품을 절단하여 준비하는 데 사용되는 시계 제작 선반

시계공(watchmaker)은 시계를 제작하고 수리하는 장인이다. 오늘날 대부분의 시계는 공장에서 제작되기 때문에, 대부분의 현대 시계공은 시계 수리만 한다. 하지만 원래 시계공들은 모든 부품을 수작업으로 제작하는 장인 (기능직)이었다. 현대 시계공들은 교체 부품을 구하기 어려운 오래된 시계를 수리해야 할 경우, 제작 기술을 보유해야 하며, 일반적으로 시계에 있는 많은 부품의 교체 부품을 제작할 수 있다. 시계공이라는 용어는 시계를 전문으로 하는 유사한 직종을 가리킨다.
현재 활동하는 대부분의 전문 시계공들은 최신 또는 최근 생산된 시계를 수리한다. 교체 부품을 제작하는 경우는 드문다. 대신, 수리 대상 시계 브랜드에 적합한 공장 예비 부품을 구매하여 장착한다. 특히 스위스를 비롯한 유럽 국가의 현대 시계공들은 대부분 시계 산업에 직접 종사하며, 전문학교에서 정식 시계 제작 학위를 취득했을 수도 있다. 또한 근무하는 공장이나 서비스 센터에서 사내 "브랜드" 교육을 받는다. 그러나 일부 공장 서비스 센터는 수리 과정의 한 부분만 수행하는 '비시계공'("오페라퇴르")을 고용하는 방식을 취하고 있다. 이러한 고도로 숙련된 기술자들은 시계 제작 학위나 자격증은 없지만, 진정한 '조립 라인' 방식으로 시계의 소수 부품을 수리하도록 '사내'에서 기술자로 특별히 훈련받는다. (예: 시계 무브먼트를 케이스에서 분해하는 작업자, 케이스와 브레이슬릿을 광택 처리하는 작업자, 다이얼과 핸즈를 설치하는 작업자 등) 정품 시계공이 이러한 환경에서 근무하는 경우, 일반적으로 시계 무브먼트 수리에 고용된다.
정품 예비 부품에 대한 제한으로 인해, 점점 더 소수의 미국 시계 제작자들이 업계 또는 공장 서비스 센터에서 직접 일하지 않고 '독립'하는 방식을 선택하고 있다. 스위스의 유명 시계 브랜드인 롤렉스는 예비 부품 접근을 위해 독립 시계 제작자의 사전 자격을 심사한다. 요건에는 평판 좋은 학교의 현대식 교육 수료증, 롤렉스의 청결 기준을 충족하는 작업장, 최신 장비, 또는 미국 시계 제작자의 경우 미국 시계 제작자 협회(American Watchmakers-Clockmakers Institute) 회원 자격 등이 포함될 수 있다. 오메가 (기업) 브랜드도 동일한 방식을 취한다. 그러나 대부분의 현대 스위스 브랜드는 시계 제작자의 전문성, 교육 또는 자격과 관계없이 독립 시계 제작자에게는 부품을 판매하지 않는다. 이러한 업계 정책은 스위스 제조업체가 자사 시계 브랜드의 애프터서비스 품질 관리를 더욱 엄격하게 유지하고, 애프터서비스에서 높은 마진(독립 시계 제작자가 요구하는 마진의 2~4배)을 창출하며, 중고 및 가짜 시장에서 중고 시계 부품의 공급을 줄일 수 있도록 하는 것으로 여겨진다.

## 같이 보기
- 크로노미터
- 시계사
- 시계의 역사
- 해상시계